# 시게노역
시게노역(일본어: 滋野駅, しげのえき)은 나가노현 도미시 시게노오쓰에 위치한 시나노 철도 시나노 철도선의 역이다.

## 승강장
섬식 1면 2선 구조의 지상역이다. 역사와 승강장은 가로다리로 이어져 있다.
| 1 | ■ 시나노 철도선 | (상행) | 고모로・가루이자와 방면 |
| 2 | ■ 시나노 철도선 | (하행) | 나가노 방면             |

## 역사
- 1923년 10월 1일: 영업 개시.
- 1987년 4월 1일: 일본국유철도 분할민영화에 따라 동일본 여객철도 소속이 됨.
- 1997년 10월 1일: 나가노 신칸센 (현 호쿠리쿠 신칸센) 개통으로 가루이자와-시노노이 구간이 시나노 철도로 이관되면서 시나노 철도선 소속이 됨.

## 역세권 정보
- 지쿠마 강

## 인접역
| 시나노 철도 ■ 시나노 철도선 | 시나노 철도 ■ 시나노 철도선 | 시나노 철도 ■ 시나노 철도선 |
| --------------------------- | --------------------------- | --------------------------- |
| 고모로 가루이자와 방면      |                             | 다나카 나가노 방면          |